# Курсан-ан-От
Курса́н-ан-От (фр. Coursan-en-Othe) — коммуна во Франции, находится в регионе Шампань — Арденны. Департамент — Об. Входит в состав кантона Эрви-ле-Шатель. Округ коммуны — Труа.
Код INSEE коммуны — 10107.
Коммуна расположена приблизительно в 140 км к юго-востоку от Парижа, в 110 км южнее Шалон-ан-Шампани, в 31 км к юго-западу от Труа.

## Население
Население коммуны на 2008 год составляло 99 человек.
| 1962 | 1968 | 1975 | 1982 | 1990 | 1999 | 2008 |
| ---- | ---- | ---- | ---- | ---- | ---- | ---- |
| 117  | 104  | 114  | 99   | 103  | 97   | 99   |

## Администрация
| Период | Период | Фамилия   | Партия | Примечания |
| ------ | ------ | --------- | ------ | ---------- |
| 2001   | 2008   | Люк Лорн  |        |            |
| 2008   |        | Серж Мофр |        |            |

## Экономика
В 2007 году среди 70 человек в трудоспособном возрасте (15—64 лет) 50 были экономически активными, 20 — неактивными (показатель активности — 71,4 %, в 1999 году было 74,1 %). Из 50 активных работали 45 человек (21 мужчина и 24 женщины), безработных было 5 (3 мужчины и 2 женщины). Среди 20 неактивных 5 человек были учениками или студентами, 14 — пенсионерами, 1 был неактивным по другим причинам.

## Фотогалерея
- Церковь
- Башня замка
- Военный монумент